# نانسي دياز
نانسي دياز (بالإسبانية: Nancy Díaz) هي لاعبة كرة قدم أرجنتينية، ولدت في 14 مارس 1973. شاركت مع منتخب الأرجنتين لكرة القدم للسيدات.

## وصلات خارجية
- نانسي دياز على موقع الاتحاد الدولي (مؤرشف)  (الإنجليزية)
- نانسي دياز على موقع قاعدة بيانات كرة القدم.إي يو (الإنجليزية)
- نانسي دياز على موقع Soccerway.com (الإنجليزية)
- نانسي دياز على موقع عالم كرة القدم.نت (الإنجليزية)